# Geierskopf (Spessart)
Der Geierskopf ist ein 549 m ü. NHN hoher Berg im Spessart in den Landkreisen Aschaffenburg und Main-Spessart in Bayern.
Der Geierskopf liegt im gemeindefreien Gebiet Rohrbrunner Forst, südöstlich von Weibersbrunn. Der vollständig bewaldete Berg befindet sich ungefähr eineinhalb Kilometer nördlich des Geiersbergs (586 m ü. NN), des höchsten Spessartgipfels. An seinen Südhängen liegt das Naturwaldreservat Eichhall. Im Norden verläuft das Hafenlohrtal. Über den Geierskopf zieht sich die Landkreisgrenze. Der Gipfel selbst liegt im Landkreis Aschaffenburg.